# Lanna (Ukraine)
Lanna (ukrainisch Ланна; russisch Ланная Lannaja) ist eine Ansiedlung im Osten der ukrainischen Oblast Poltawa mit etwa 1700 Einwohnern (2024).
Die Ortschaft liegt auf einer Höhe von 151 m 18 km südöstlich vom ehemaligen Rajonzentrum Karliwka und 69 km südöstlich vom Oblastzentrum Poltawa. Die Siedlung besitzt eine Bahnstation an der Bahnstrecke Poltawa–Rostow.

## Verwaltungsgliederung
Am 27. April 2017 wurde die Ansiedlung zum Zentrum der neugegründeten Landgemeinde Lanna (Ланнівська сільська громада/Lanniwska silska hromada). Zu dieser zählen auch die 5 Dörfer Korschycha, Kumy, Lwiwske, Nyschnja Lanna und Tschaliwka, bis dahin bildete sie zusammen mit den Dörfern Korschycha, Kumy, Lwiwske und Tschaliwka die gleichnamige Landratsgemeinde Lanna (Ланнівська сільська рада/Lanniwska silska rada) im Südosten des Rajons Karliwka.
Am 7. August 2019 kamen noch die 3 Dörfer Cholodne Plesso, Reduty und Werchnja Lanna zum Gemeindegebiet, am 12. Juni 2020 wurden dann noch die Dörfer Fedoriwka und Klymiwka ein Teil des Gemeindegebietes.
Am 17. Juli 2020 kam es im Zuge einer großen Rajonsreform zum Anschluss des Rajonsgebietes an den Rajon Poltawa.
Folgende Orte sind neben dem Hauptort Lanna Teil der Gemeinde:
| Name                     | Name          | Name                                |
| ukrainisch transkribiert | ukrainisch    | russisch                            |
| ------------------------ | ------------- | ----------------------------------- |
| Cholodne Plesso          | Холодне Плесо | Холодное Плесо (Cholodnoje Plesso)  |
| Fedoriwka                | Федорівка     | Фёдоровка (Fjodorowka)              |
| Klymiwka                 | Климівка      | Климовка (Klimowka)                 |
| Korschycha               | Коржиха       | Коржиха (Korschicha)                |
| Kumy                     | Куми          | Кумы (Beluchowka)                   |
| Lwiwske                  | Львівське     | Львовское (Lwowskoje)               |
| Nyschnja Lanna           | Нижня Ланна   | Нижняя Ланная (Nischnjaja Lannaja)  |
| Reduty                   | Редути        | Редуты                              |
| Tschaliwka               | Чалівка       | Чаловка (Tschalowka)                |
| Werchnja Lanna           | Верхня Ланна  | Верхняя Ланная (Werchnjaja Lannaja) |